# Dolichopus saxicola
Dolichopus saxicola är en tvåvingeart som beskrevs av Smirnov 1948. Dolichopus saxicola ingår i släktet Dolichopus och familjen styltflugor. Inga underarter finns listade i Catalogue of Life.